# Chromonephthea costatofulva
Chromonephthea costatofulva är en korallart som först beskrevs av Burchardt 1898.  Chromonephthea costatofulva ingår i släktet Chromonephthea och familjen Nephtheidae. Inga underarter finns listade i Catalogue of Life.